# غريغ لويس (سياسي)
غريغ لويس هو سياسي أمريكي، ولد في 7 يونيو 1953 في يوليسيس في الولايات المتحدة، وتوفي في 17 فبراير 2020. نشط حزبياً في الحزب الجمهوري. وقد انتخب عضو مجلس نواب كنساس ‏.